# Serravalle Sesia
Serravalle Sesia es una localidad y comune italiana de la provincia de Vercelli, región de Piamonte, con 5.129 habitantes.

## Evolución demográfica
| Gráfica de evolución demográfica de Serravalle Sesia entre 1861 y 2001 |
|                                                                        |
| Fuente ISTAT - elaboración gráfica de Wikipedia                        |